# Список тем про трикутник

## Геометрія
| - Автомедіанний трикутник - Барицентричні координати - Бісекція - Висота трикутника - Вписане коло - Вписаний еліпс Мандарта - Вписаний та описаний конічний перетин - Гіпербола дев'яти точок - Гіперболічний трикутник - Гіпотенуза - Гострий та тупий трикутники - Група трикутника - Дев'ятиточкова гіпербола - Еквідісекція - Еліпс Мандара - Еліпс Штейнера - Енциклопедія центрів трикутника - Задача Кобона про трикутник - Задача Лемуана - Задача Регіомонтана про кут - Задача Фаньяно - Зовнівписане коло - Золотий трикутник (геометрія) - Ізогональне спряження - Ізодинамічна точка - Ізопериметрична точка - Ізотомічне спряження - Катет - Клівер трикутника - Кола Джонсона - Коло Брокара - Коло дев'яти точок - Коло Спайкера - Коло Фурмана - Конгруентне число - Конгруентність (геометрія) - Контатний трикутник - Координати трикутника - Куб Томсона - Лінія Ейлера - Медіана трикутника - Медіанний трикутник - Міст віслюка - Міттепункт - Момент інерції трикутника | - Нерівність Берроу - Нерівність Ердеша — Морделла - Нотація Конвея для трикутників - Одна сьома площі трикутника - Описане коло - Ортополюс - Ортоцентр - Ортоцентрична система - Ортоцентроїдальне коло - Особливі прямокутні трикутники - Особливі точки трикутника - Педальний (подерний) трикутник - Перспектор Госсара - Подібність (геометрія) - Правильний трикутник - Пряма Сімсона - Прямокутний трикутник - Рівнобедрений трикутник - Різносторонній трикутник - Серединний трикутник - Середня лінія трикутника - Симедіана - Спіраль Феодора - Спліттер (геометрія) - Теорема Аполлонія - Теорема Вівіані - Теорема Дезарга - Теорема Дроз-Фарні - Теорема Ейлера - Теорема Карно про коніки - Теорема Карно про перпендикуляри - Теорема Карно про радіуси вписаного та описаного кіл - Теорема Косніти - Теорема Лестер - Теорема Максвела - Теорема Масельмана - Теорема Менелая - Теорема Мікеля - Теорема Монскі - Теорема Морлі - Теорема Наполеона - Теорема Піфагора - Теорема Помпею - Теорема про бісектрису - Теорема про зовнішній кут трикутника - Теорема про рівні вписані кола - Теорема про рівнобедрений трикутник | - Теорема про рівні вписані кола - Теорема Рута - Теорема Стюарта - Теорема Фалеса - Теорема Ферма про прямокутний трикутник - Теорема Хадлі - Теорема Чеви - Теорема Шифлера - Теорема Штейнера — Лемуса - Точка Аполлонія - Точки Аполлонія - Точка Бріаншона - Точки Брокара - Точки Верно - Точки Наполеона - Точка Ексетера - Точка Жергонна - Точка Клоусона - Точка Косніти - Точка Лонгшама - Точка Лемуана - Точка Наґеля - Точка поділу периметру на три - Точка рівних паралелей - Точка Террі - Точка Ферма - Тріангуляція Делоне - Тріангуляція - Трикутник Брокара - Трикутник Герона - Трикутник Кеплера - Трикутник Рело - Трикутник Серпінського - Трикутник Фурмана - Трикутник Шварца - Трикутник - Трилінійні координати - Трійний друк - Формула Герона - Центри Морлі - Центр Шпікера - Центроїд - Цілочисельний трикутник - Чевіана - Чудові точки трикутника - Японська теорема про вписані в коло многокутники |

## Тригонометрія
- Раціональна тригонометрія[en]
- Розв'язування трикутників
- Сферична тригонометрія
- Теорема косинусів
- Теорема синусів
- Теорема тангенсів
- Тригонометричні функції
- Тригонометрія